# Rodez
Rodez (okzitanisch Rodés) ist eine südfranzösische Stadt und eine Gemeinde (commune) mit 24.136 Einwohnern (Stand 1. Januar 2022) in der Region Okzitanien. In der Stadt befindet sich 
die Präfektur des Départements Aveyron und der Sitz des Gemeindeverbandes Rodez Agglomération. Die Stadt ist darüber hinaus Sitz eines römisch-katholischen Bistums.

## Lage und Klima
Die Stadt Rodez liegt in den südwestlichen Ausläufern des Zentralmassivs am Fluss Aveyron in einer Höhe von ca. 625 m. Die Entfernung nach Toulouse beträgt knapp 150 km (Fahrtstrecke) in südwestlicher Richtung; die Stadt Montpellier ist ca. 170 km in südöstlicher Richtung entfernt. Das Klima ist gemäßigt; Regen (ca. 600 mm/Jahr) fällt übers Jahr verteilt.

## Bevölkerungsentwicklung
| Jahr                       | 1800  | 1851   | 1901   | 1954   | 1999   | 2020   |
| Einwohner                  | 6.233 | 10.280 | 16.105 | 20.383 | 23.707 | 24.397 |
| Quellen: Cassini und INSEE |       |        |        |        |        |        |

Das Bevölkerungswachstum der Stadt beruht im Wesentlichen auf der immer noch anhaltenden Zuwanderung von Familien aus den ländlichen Gebieten im Umland („Landflucht“).

## Wirtschaft
Rodez war und ist das wirtschaftliche und kulturelle Zentrum der historischen Provinz Rouergue bzw. des heutigen Départements Aveyron.  Die Stadt liegt 50 km westlich der Autobahn A 75 und ist durch die N 88 mit ihr verbunden; darüber hinaus gibt es einen Bahnhof. Der Flughafen Rodez-Marcillac (IATA-Code RDZ) liegt gut 10 km nordwestlich der Stadt und wird von mehreren kleineren Airlines angeflogen. Größter Arbeitgeber ist die Robert Bosch SAS mit ca. 1100 Arbeitnehmern; kleinere Unternehmen wie die Molkerei Lactalis haben sich ebenfalls angesiedelt.
An zwei Universitäten (INU und ITU) sind ca. 3.500 Studenten und Studentinnen eingeschrieben. Außerdem betreibt die lokale Handelskammer (Chambre de Commerce et d’Industrie) eine Ausbildungseinrichtung.

## Geschichte
Rodez geht auf die gallische Siedlung Segodunum aus dem 5. Jahrhundert v. Chr. zurück, den Hauptort des Volksstammes der Rutener. In römischer Zeit wurde der Ort Ruthena civitas genannt. Er lag an der Nordgrenze der römischen Provinz Gallia Narbonensis. Die Stadt ist vielleicht schon seit dem 4. Jahrhundert Sitz des Bistums Rodez, das im 5. Jahrhundert von Bischof Amantius wieder hergestellt wurde.
Rodez gehörte nacheinander zum Reich der Westgoten, der Franken, zum Herzogtum Aquitanien und zur Grafschaft Toulouse. Die Hauptkirche wurde im Jahr 725 bei einem Überfall der Sarazenen zerstört. Die Folgezeit war durch die Rivalität der Bischöfe mit den Grafen von Rodez und Armagnac geprägt, die sich mit dem Gegenpapst Benedikt XIII. verbündeten. Unter Bischof François d’Estaing wurde Anfang des 16. Jahrhunderts der Bau der Kathedrale fertiggestellt. Im Jahr 1589 verband König Heinrich IV. die Grafschaft fest mit Frankreich. Im Jahr 1792 trafen sich die Messtrupps zur Festlegung der Länge des Meters aus Dünkirchen und Barcelona in Rodez. Im 19. Jahrhundert kam es zu einem kulturellen und wirtschaftlichen Aufschwung.

## Sehenswürdigkeiten

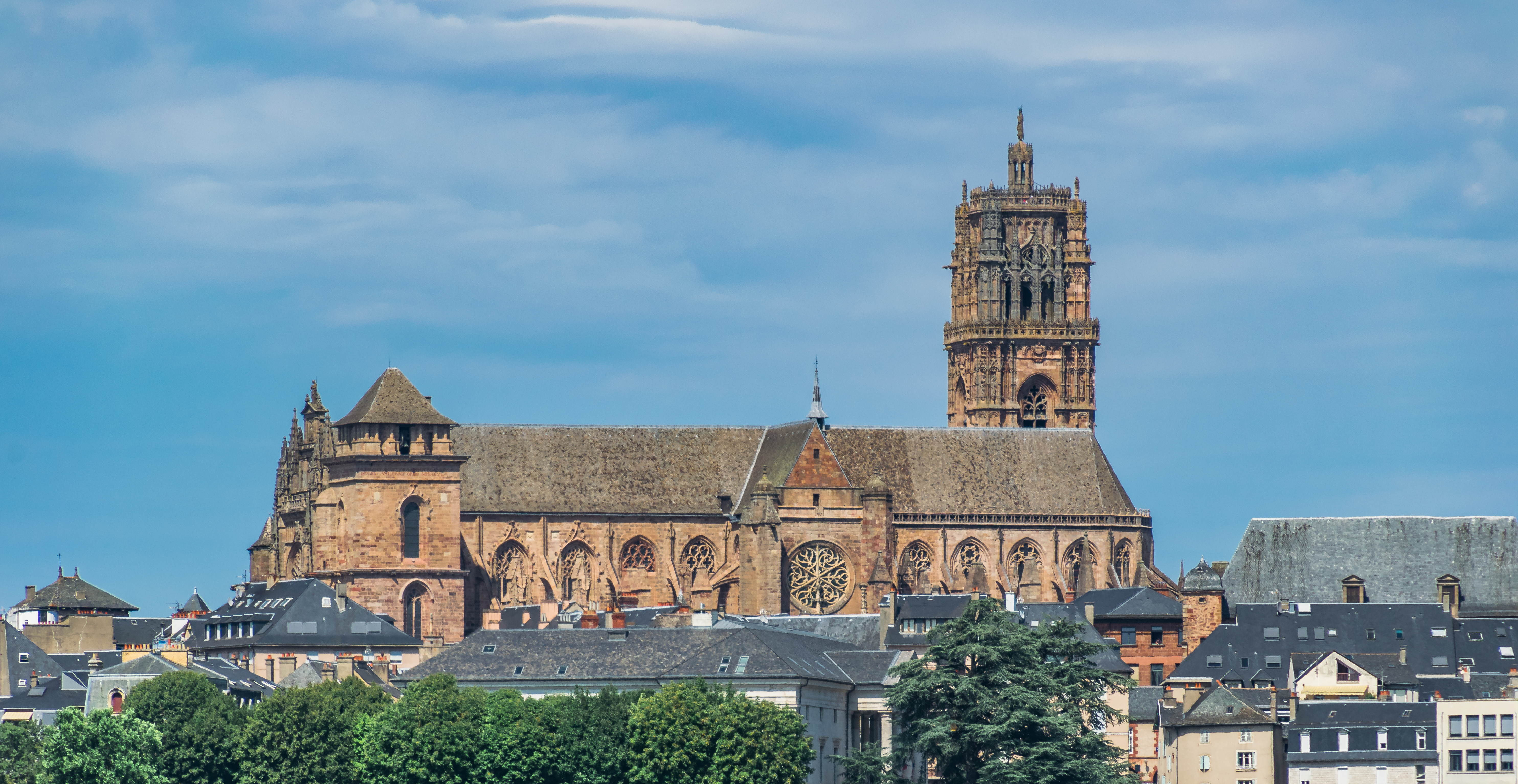
Kathedrale Notre Dame

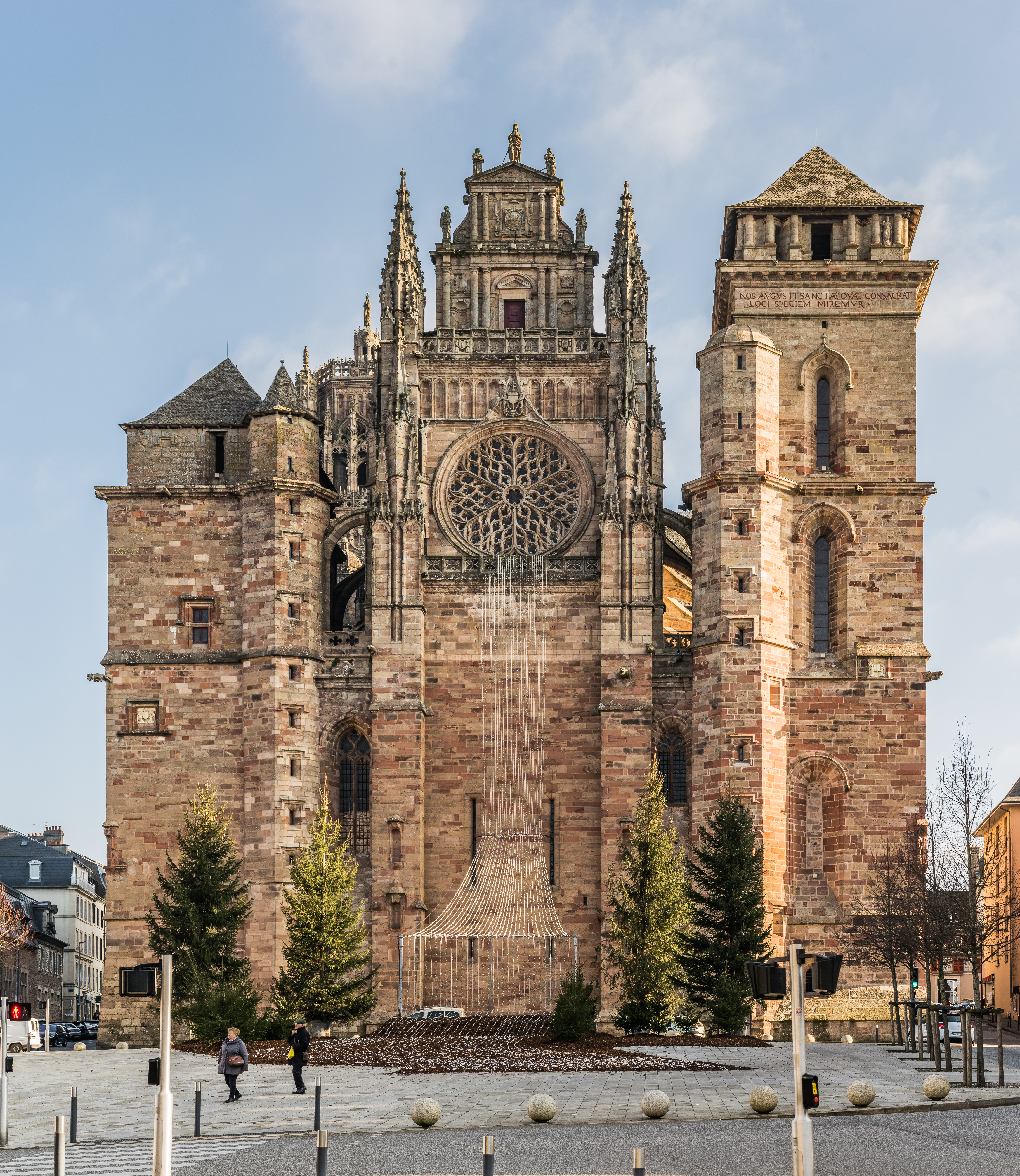
Westfassade

- Die Kathedrale Notre-Dame von Rodez mit ihrem markanten spätgotischen und von einer Laterne bekrönten Glockenturm am Nordquerhaus zählt zu der eher kleinen Gruppe gotischer Kirchen im Süden Frankreichs. Der Baubeginn (1277) lag relativ spät und die Bauzeit zog sich sehr lange hin, denn das Langhaus wurde erst im ersten Drittel des 16. Jahrhunderts fertig. Die massive Westseite unterscheidet sich deutlich von den Kathedralen in Chartres oder Reims. Das liegt daran, dass die Kirche zur Bauzeit außerhalb der Stadtmauer lag und daher auch zur Verteidigung dienen musste. Vor allem die untere Hälfte der westlichen Außenfront lässt noch heute den Wehrcharakter erkennen. Es fehlt auch das Mittelportal; als Ausgleich ist der obere Teil durch ein riesiges Maßwerkfenster und einen Renaissancegiebel hervorgehoben. Schauseite ist daher die Nordfassade, welche aber auch nicht mit nordfranzösischen Bauten vergleichbar ist. Im Innern der Kathedrale ist eine Innovation der gotischen Architektur zu beobachten. Charakteristisch für eine Kathedrale in der Spätgotik ist es, dass Pfeiler und Dienste zu wellenförmigen Rundungen verschmolzen sind und die Kapitellzone nunmehr ausschließlich durch Linien angedeutet wird. Die Pfeiler sollten möglichst als senkrechte, lineare Elemente ununterbrochen von der Basis bis zum Kapitell durchgehen. Der Wandaufriss verschleift nun seinerseits den Pfeiler mit der Mauer. Das Triforium ist rechteckig umrahmt, wie ein isoliertes geometrisches Element. Auch hierbei handelt es sich um Spätformen der Gotik, zu einer Zeit, als eigentlich schon lange – nämlich seit ca. 1490 – die Renaissance in Frankreich Einzug gehalten hatte.
- Der repräsentative Bischofspalast (Palais épiscopal) wurde in den Jahren 1684 bis 1694 von Bischof Paul-Louis-Philippe de Lezay de Lusignan erbaut.[2]
- Die ursprünglich im 12. Jahrhundert erbaute dreischiffige Église Saint-Amans trägt das Patrozinium des Hl. Amantius, des ersten Bischofs der Stadt. Nach Zerstörungen in den Hugenottenkriegen (1562–1598) wurde sie in den Jahren 1758 bis 1761 umfassend restauriert.[3]
- Das Musée Fenaille zeigt u. a. mehrere prähistorische Statuenmenhire und antike Statuetten aus der Rouergue.[4]
- Das Musée des Beaux-Arts Denys-Puech widmet sich vorrangig der Kunst des ausgehenden 19. und beginnenden 20. Jahrhunderts.[5]
- Der international anerkannte Künstler Pierre Soulages († 2022) stiftete seiner Heimatstadt mehrere Jahre vor seinem Tod über 500 Werke. Am 30. Mai 2014 wurde das Musée Soulages Rodez eröffnet.[6] Der Gebäudekomplex wurde vom katalanischen Büro RCR Arquitectes entworfen, welches im Jahr 2017 den Pritzker-Preis erhielt.

## Persönlichkeiten
- Jean Le Royer de Prade (1624–?), Schriftsteller und Historiker
- Joseph Séguy (1689–1761), Mitglied der Académie française
- Raymond Gayrard (* 25. Oktober 1777 in Rodez; † 4. Mai 1858 in Paris), Bildhauer, Medailleur und Graveur
- Émilie de Rodat (1787–1852), katholische Heilige
- Pierre Paris (1859–1931), Archäologe und Hispanist
- Abel Lafleur (1875–1953), Bildhauer und Medailleur, schuf den FIFA-WM-Jules-Rimet-Pokal
- Roland Boscary-Monsservin (1904–1988), Politiker
- Auguste Anglès (1914–1983), Romanist
- Pierre Soulages (1919–2022), Maler und Grafiker
- Jean Rigal (1931–2015), Politiker (Parti radical de gauche)
- Michel Marre (* 1946), Musiker
- Dominique Reynié (* 1960), Politikwissenschaftler
- Gaëtan Roussel (* 1972), Musiker
- Lionel Suarez (* 1977), Musiker
- Morgan Poaty (* 1997), Fußballspieler
- Jöna Aigouy (* 1999), Leichtathletin

## Städtepartnerschaften
- Bamberg in Oberfranken, 2021 wurde das 50-jährige Jubiläum begangen
- Pigüé, (Argentinien)